# Ponte Romana (Chaves)
Die Ponte Romana (auch Trajansbrücke genannt) ist eine Steinbogenbrücke in Chaves (Portugal) über den Fluss Tâmega. Sie verbindet den Ort Chaves (antik Aquae Flaviae) mit einem Vorort am südwestlichen Ufer und wird als Straßen- und Fußgängerbrücke benutzt.
Die Brücke hat zwölf sichtbare Rundbögen mit einer lichten Weite von bis zu 8,90 m. Das Bauwerk setzt sich jedoch unter der heutigen Straße auf beiden Seiten des von Mauerwerk begrenzten Flusses fort. Seine gesamte Länge wird deshalb mit 140 m angegeben. 
Der Bau der Brücke wurde wahrscheinlich in der Zeit der Regierung Trajans am Ende des ersten Jahrhunderts in der damaligen römischen Garnisonsstadt Aquae Flaviae begonnen, was einer der beiden Stelen auf der Brücke entnommen werden kann. Genaue Daten über den Beginn und das Ende der Bauzeit sind nicht bekannt. Sie war ein wichtiger Teil der Straße von Asturica Augusta (Astorga) nach Bracara Augusta (Braga).
Auf der Brücke wurden zwei Steinstelen aufgestellt, die folgende Inschriften tragen:
- Imp(eratori) Caes(ari) Ve[sp(asiano) Aug(usto) pont(ifici)] / max(imo) trib(unicia) pot(estate) [X imp(eratori) XX p(atri) p(atriae) co(n)s(uli) IX] / Imp(eratori) Vesp(asiano) Caes(ari) Au[g(usti) f(ilio) pont(ifici) trib(unicia) pot(estate)] / VIII imp(eratori) XIIII co(n)[s(uli) VII?] / [[[Imp(eratori)? Domitiano? Caes(ari)? Aug(usti)? f(ilio)? ---]]] / [[[------]]] / G(aio) Calpetano Ra[ntio Quirinali] / Val(erio) Festo leg(ato) A[ug(usti) pr(o) pr(aetore)] / D(ecimo) Cornelio Ma[eciano leg(ato) Aug(usti)] / L(ucio) Arruntio Max[imo proc(uratori) Aug(usti)] / leg(ionis) VII gem(inae) [fel(icis)] / civitates [X] / Aquiflavien[ses Aobrigenses] / Bibali Coel[erni Equaesi] / Interamic[i Limici Aebisoci?] / Quarque[r]ni Ta[magani][2]

- Imp(eratore) Caes(are) Nerva / Traiano Aug(usto) Germ(anico) / Dacico pont(ifice) max(imo) / trib(unicia) pot(estate) co(n)s(ule) V p(atre) p(atriae) / Aquiflavienses pontem lapideum / de suo f(aciendum) c(uraverunt)[3]

Die Brücke steht als Monumento Nacional unter Denkmalschutz.